# Нафтопродукти
Нафтопроду́кти (англ. oil (petroleum) products, нім. Erdölprodukte n pl) — продукти, одержані внаслідок переробки нафти на нафтопереробних заводах. Суміші вуглеводнів, а також індивідуальні хімічні сполуки, одержувані з нафти і нафтових газів. До нафтопродуктів належать різні види палива (бензин, дизельне паливо, гас і ін.), мастильні матеріали, електроізоляційні середовища, розчинники, нафтохімічна сировина.

## Історія отримання і використання перших нафтопродуктів
Спроби переробки нафти і отримання нафтопродуктів сягають сивої давнини. Спосіб перегонки сирої нафти на гас, а також інші вуглеводневі сполуки, було вперше оприлюднено у IX столітті перським вченим Разі (Разесом, близько 865 — близько 925). Лікар і алхімік Разі, у власному «Кітаб аль-Асрар» («Книзі таємниць»), змалював два способи виробництва гасу, званого тоді нафт абіад («біла нафта»), з використанням аламбіка. В одному способі як абсорбент, було використано глину, тоді як в іншому методі, використовували хлорид амонію (сал-аміак). Процес дистиляції повторювали доти, поки більшу частину летких вуглеводневих фракцій, не було видалено, а кінцевий продукт ставав абсолютно прозорим і безпечним для горіння. Гас також, протягом того ж часу, вироблявся з горючих сланців і бітумів шляхом нагрівання породи для отримання мастила, яке потім переганяли. Під час правління середньовічної китайської династії Мін, китайці виготовляли гас шляхом видобутку і очищення нафти, а потім перетворювали його на лампове паливо.  Китайці використовували нафту і гас для освітлювальних ламп та опалення будинків вже 1500 року до нашої ери.
У 19 ст. переробка нафти набуває промислового значення. І в першу чергу у зв'язку з отриманням гасу для ламп. Відомо декілька винаходів 19 ст. з переробки нафти на гас. Так, 1851 року американський винахідник і бізнесмен, якому приписують заснування американської нафтопереробної промисловості Самюель Мартін Кір (1813 — 1874) (або «Кер», англ. Samuel Kier) почав продавати лампову олію місцевим шахтарям під назвою «Вуглецева олія». Він отримував її за власним винаходом, перегонкою з сирої нафти. Кір також, винайшов нову лампу для використання власного продукту.
У Європі львівський фармацевт Ігнатій Лукасевич (1822 — 1882), та його партнер Ян Зег (1817 — 1897) досліджували різні методи дистиляції і виготовлення гасу. Перше успішне використання львівських гасових ламп, яке набуло розголосу, датується 1853 роком і стосується використання цих ламп при хірургічній операції. 1854 року, Лукасевич переїхав до Горлицеського району Польщі, де заснував нафтопереробний завод поблизу Ясло 1859 року.

## Класифікація
Виділяють тип нафтопродукту, до якого включають сукупність нафтопродуктів однакового функціонально призначення.
Сукупність нафтопродуктів одного типу, що мають схожі показники якості та умови використання, складають групу нафтопродуктів.
Підгрупа нафтопродуктів — сукупність нафтопродуктів однієї групи, що мають схожі показники якості та умови використання.
Марка нафтопродукту — назва, умовне позначення, склад та властивості нафтопродукту, регламентовані стандартами і технічними умовами.
Розрізняють кондиційні (некондиційні) нафтопродукти — нафтопродукти, що відповідають (не відповідають) вимогам нормативних документів.
Відпрацьований нафтопродукт — нафтопродукт, під час експлуатації якого відбулися зміни деяких властивостей, регламентованих нормативною документацією. Нафтопродукт, який використовують як джерело енергії, називають нафтовим паливом.

## Основні нафтопродукти
- Світлі нафтопродукти
  - бензин, уайт-спірит
  - лігроїн
  - гас
  - дизельне паливо, газойль
- Темні нафтопродукти
  - мазут
  - олива (суміш високомолекулярних нафтових вуглеводнів, яку використовують в техніці як змащувальний, електроізоляційний, консерваційний матеріал та робоча рідина);
  - мастило (структурована загусником олива, що застосовується для зменшення тертя, консервації виробів та герметизації ущільнень);
  - вазелін, парафін, церезин;
  - гудрон, бітуми нафтові, асфальт, асфальтени;
  - нафтовий кокс, пек

Крім того, побічним продуктом є видалена з нафти сірка. З побічних продуктів переробки нафти виготовляють понад 6000 найменувань, у тому числі: добрива, покриття для підлоги (підлогове покриття), парфуми, інсектициди, вазелін, мило, вітаміни та деякі незамінні амінокислоти.

### Основні властивості
Основні властивості нафтопродуктів:
- прогонність — здатність до транспортування нафтопродукту продуктогонами, крізь фільтри, сепаратори, отвори;
- збережуваність — здатність нафтопродукту зберігати в часі встановлені значення параметрів, що визначають його експлуатаційні властивості;
- індукційний період — термін, упродовж якого нафтопродукт в умовах окиснення зберігає свої властивості;
- коксівність — здатність нафтопродукту утворювати кокс під час згорання;
- детонаційна стійкість — здатність бензину згорати без вибуху в двигуні з іскровим запалюванням;
- октанове число — показник, що визначає детонаційну стійкість бензину;
- цетанове число — показник, що характеризує період затримки загорання від стиснення паливно-повітряної суміші;
- люмінометричне число — показник інтенсивності світлового випромінення під час згорання рідкого нафтового палива;
- висота некіптявого полум'я — показник максимальної висоти полум'я нафтопродукту, яка може бути досягнута без утворення кіптяви під час згорання нафтопродукту;
- розділюваність — здатність нафтопродукту розділятися на рідкі та тверді фази;
- пенетрація — показник, що характеризується глибиною проникнення стандартного конуса (голки) у нафтопродукт;
- температура крапання — температура падіння першої краплі пластичного нафтопродукту, який нагрівають у капсулі спеціального термометра;
- температура помутніння — температура, за якої рідкий прозорий нафтопродукт починає мутніти;
- температура сповзання — температура, за якої шар мастила починає сповзати з гладкої вертикальної металевої поверхні;
- лужне число — кількість міліграмів гідроксиду калію (КОН), еквівалентна кількості кислоти, витраченої на нейтралізацію всіх основних сполук, що містяться в 1 г нафтопродукту;
- кислотне число — кількість міліграмів гідроксиду калію (КОН), витраченого на нейтралізацію вільних кислот, що містяться в 1 г нафтопродукту;
- йодне число — показник, що характеризує вміст ненасичених сполук у нафтопродукті та виражається числом грамів йоду, витраченого на реакцію з 100 г нафтопродукту;
- бромне число — показник, що характеризує вміст ненасичених сполук у нафтопродукті та виражається числом грамів брому, витраченого на реакцію з 100 г нафтопродукту;
- конструкційна сумісність — характеристики дії нафтопродукту на конструкційні матеріали;
- функційна сумісність — здатність двох чи більше нафтопродуктів зберігати експлуатаційні властивості після їх змішування;
- тиксотропність — відновлення реологічних характеристик мастила після припинення деформування в ізотермічних умовах;
- колоїдна стабільність — здатність мастила протидіяти виділенню оливи під дією навантаження;
- синерезис — показник, що характеризує здатність мастила виділяти оливу під дією тиску або нагрівання (ДСТУ 3437—96).

## Сировина
Сировиною для отримання нафтохімічних продуктів слугують головним чином, ненасичені та ароматичні вуглеводні. Ненасичені вуглеводні, які мають важливе значення для органічного синтезу, становлять групу олефінів. До неї належать етилен C2H4, пропілен C3H6, бутилен C4H8 і т. д. Вони практично відсутні в природних нафті і газі, але утворюються при їхньому крекінгу. Найважливішою за масштабами і різноманітністю використання як нафтохімічної сировини із ненасичених вуглеводнів є етилен. Для його отримання здійснюють піроліз вуглеводневих газів (етану і т. д.). Етилен використовують для отримання поліетилену, окису етилену, етилового спирту, стиролу, хлористого етилену і т. д.
Для виробництва синтетичних матеріалів необхідними є ароматичні вуглеводні — бензол, толуол, ксилол, нафталін тощо. Вони утворюються в процесі каталітичного риформінгу.
У нафті і природних газах міститься декілька сот різних вуглеводнів. А кількість продуктів їх перероблення обчислюється тисячами. Основним процесом, за допомогою якого із проміжних продуктів отримуються різні синтетичні речовини і матеріали, є полімеризація. При полімеризації молекула ненасичених вуглеводнів, наприклад етилену C2H4, з'єднується з іншими такими ж молекулами за рахунок розривання наявних у них подвійних зв'язків. У результаті утворюється нова молекула, котра складається із великої кількості молекул етилену. Таким чином, із газу етилену отримується твердий поліетилен — (C2H4)n, де n — кількість молекул етилену, що з'єднуються (вона може сягати десятки і сотні тисяч; у залежності від його величини відомо різні види поліетилену).
Вуглеводні нафти і природного газу слугують також вхідною сировиною для отримання лікарських речовин — новокаїну, аспірину, сульфазолу, вітамінів та інш.
У результаті хімічного перероблення нафти і природного газу отримують і неорганічні продукти — водень, сірку і сірчану кислоту. Водень слугує вхідною речовиною для отримання аміаку. Із аміаку, у свою чергу, отримують вуглекислий амоній, сульфат амонію, азотну кислоту, аміачну селітру і ряд інших продуктів, які широко використовують як мінеральні добрива. Аміак слугує вхідною сировиною для виробництва сечовини, яка містить в своєму складі більше азоту, ніж аміачна селітра і сульфат амонію, і тому її широко використовують як мінеральне добриво, домішку до корму худобі. На сьогодні основну частина аміаку отримують на основі водню природного вуглеводневого газу.
Сірка йде на виробництво сірчаної кислоти, з якої виготовляють мінеральні добрива, фосфорну, соляну і плавикову кислоти. Її використовують у виробництві пластичних мас, барвників, вибухових речовин, крохмалю, патоки, для очищення нафтопродуктів, відбілювання тканин. Сірку використовують для вулканізації каучуку в гумовій промисловості, в медицині, паперовій промисловості, для боротьби зі шкідниками в сільському господарстві.

## Переробка

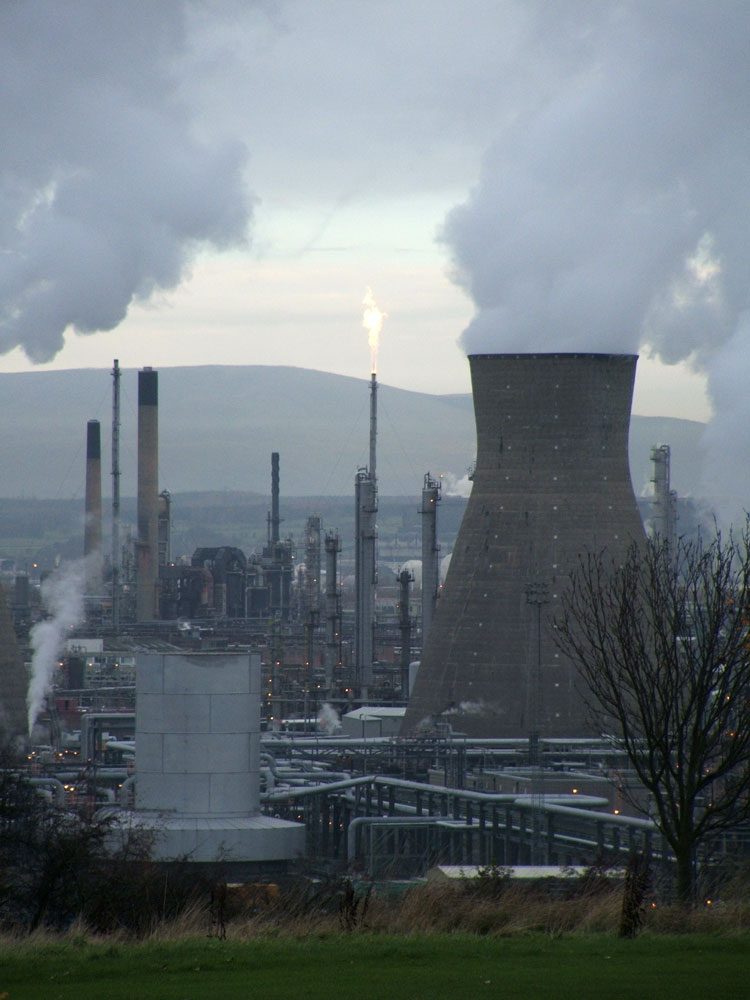
Нафтопереробний завод в Грейнджмуті, Шотландія

У наш час[коли?] як сировинний матеріал для виробництва синтетичного каучуку використовують головним чином бутадієн, стирол, ізопрен та деякі інші вуглеводні. Бутадієн отримується переважно із бутану і бутилену. Шляхом полімеризації отримуються полістирол, полівінілхлорид та інші полімери, які складають велику групу пластмас і синтетичних смол. Хлоруванням поліхлорвінілу при 90—100 °C отримують перхлорвінілову смолу. Цю смолу використовують як лакове покриття для хімічної апаратури, оскільки володіє високою хімічною стійкістю. Виключною хімічною стійкістю володіє полімер тефлон, який належить до групи фторопластів. Він отримується шляхом полімеризації молекул етилену, в яких атоми водню замінені атомами фтору. Полімери різних вуглеводнів (поліаміди, поліефіри, полівініли, поліолефіни) використовують для виробництва різних синтетичних волокон — капрону, нейлону, лавсану та інш. Вхідними продуктами для отримання синтетичних волокон є бензол, циклогексан і ненасичені газоподібні вуглеводні. Синтетичний мийний засіб сульфонол отримують шляхом полімеризації пропилену в присутності фосфорнокислого каталізатору при 180—230 °C і тиску 7—8 МПа. Із нього виготовляють порошки для прання.
Шляхом окиснення парафінових вуглеводнів отримують цілий ряд важливих продуктів: вищі спирти, синтетичні жирні кислоти, формальдегід, метанол, оцтову кислоту, ацетон та інші. Серед нафтохімічної продукції одне з перших місць займає етиловий спирт C2H5OH. Його отримують або окисненням етану C2H6, або гідратацією (реакція з водою) етилену. Раніше на виробництво етилового спирту витрачалась велика кількість харчових продуктів. Вищі спирти, котрі містять у кожній молекулі 8—20 атомів вуглецю, отримують шляхом окиснення фракцій вуглеводнів, які википають до 50 °C, азотнокисневою сумішшю в присутності борної кислоти при 165—170 °C. Синтетичні жирні кислоти утворюються при окисненні повітрям твердого нафтового парафіну при 80—180 °C в присутності каталізаторів. Отримані жирні кислоти широко використовують у виробництві мила, замінюючи таким чином харчові жири.
Значна кількість нових продуктів отримується в результаті реакцій хлорування і нітрування нижчих парафінових вуглеводнів. Наприклад, шляхом хлорування метану отримують хлористий метил CH3Cl, який використовують як холодагент у холодильниках, хлороформ CHCl3, що його використовують у медицині, чотирихлористий вуглець CCl4 — поширений засіб знищення шкідників сільського господарства, та інше. Із нітропарафінів отримують, зокрема, вибухові речовини.

## Транспортування
Нафтопродукти транспортують наливом і затарені.
Транспортування сирих нафтопродуктів забезпечується продуктопроводами, нафтопроводами, танкерами та залізничними цистернами, легких фракцій переробки — бензовозами.
Наливом транспортують такі нафтопродукти:
- Зріджені вуглеводневі гази, такі як суміші пропан-бутану в спеціалізованих вагонах-цистернах під тиском.
- Автомобільний бензин, дизельне паливо і авіаційний гас перевозять залізничним, трубопровідним, автомобільним і водним транспортом, а також змішаними видами транспорту. Трубопроводи, які здійснюють транспортування нафтопродуктів, називають також продуктопроводами.

Нафту і залишкові нафтові палива переважно транспортують залізничним і водним транспортом.
У тарі транспортують, наприклад, мастила.

## Україна
російська Федерація з 1 червня 2019 року встановлює заборону на експорт до України нафтопродуктів.